# Tomoya Osawa
Tomoya Osawa (大沢 朋也 Osawa Tomoya?, nacido el 22 de octubre de 1984 en Saitama) es un futbolista japonés que se desempeña como centrocampista.

## Trayectoria

### Clubes
| Club              | País  | Año         |
| ----------------- | ----- | ----------- |
| Omiya Ardija      | Japón | 2003 - 2005 |
| Sagawa Shiga FC   | Japón | 2006 - 2012 |
| Kamatamare Sanuki | Japón | 2013 - 2017 |

## Estadística de carrera

### J. League
| Club              | Año   | J. League | J. League | Copa J. League | Copa J. League | Total | Total |
| Club              | Año   | Part.     | Goles     | Part.          | Goles          | Part. | Goles |
| ----------------- | ----- | --------- | --------- | -------------- | -------------- | ----- | ----- |
| Omiya Ardija      | 2003  | 1         | 0         | -              | -              | 1     | 0     |
| Omiya Ardija      | 2004  | 0         | 0         | -              | -              | 0     | 0     |
| Omiya Ardija      | 2005  | 0         | 0         | 0              | 0              | 0     | 0     |
| Kamatamare Sanuki | 2014  | 17        | 0         | -              | -              | 17    | 0     |
| Kamatamare Sanuki | 2015  | 6         | 0         | -              | -              | 6     | 0     |
| Kamatamare Sanuki | 2016  | 8         | 0         | -              | -              | 8     | 0     |
| Kamatamare Sanuki | 2017  | 4         | 0         | -              | -              | 4     | 0     |
| Total             | Total | 36        | 0         | 0              | 0              | 36    | 0     |